# Celtis tournefortii
Celtis tournefortii — листяне дерево роду каркас (Celtis).
Вид є ендеміком Південно-Східної Європи: України, Хорватії, Болгарії,  Греції (включно з о. Крит), Сицилії, Чорногорії, Північної Македонії; Західної Азії: Кіпру, північного заходу Ірану, північного Іраку, Туреччини; і Кавказького регіону: Азербайджану.
Може досягати 6 метрів у висоту, росте на рівнинах і в сухих лісах.